# Everything (Alanis Morissette)
Everything is een nummer van de Canadese zangeres Alanis Morissette uit 2004. Het is de eerste single van haar zesde studioalbum So-Called Chaos.
Van het nummer bestaan twee versies: de originele albumversie die 4:30 duurt, en een radioversie die met 60 seconden is ingekort. Voor laatstgenoemde versie werd het woord "asshole" in de openingszin vervangen voor "nightmare", zodat deze op de Amerikaanse en Britse radio gedraaid kon worden. "Everything" werd een (bescheiden) hit in veel landen. Het pakte de 3e positie in Morissette's thuisland Canada. In het Nederlandse taalgebied had het nummer iets minder succes: met in Nederland een 2e positie in de Tipparade en in Vlaanderen een 4e positie in de Tipparade.